# Fischbach-Göslikon
Fischbach-Göslikon (toponimo tedesco) è un comune svizzero di 1 651 abitanti del Canton Argovia, nel distretto di Bremgarten.

## Monumenti e luoghi d'interesse

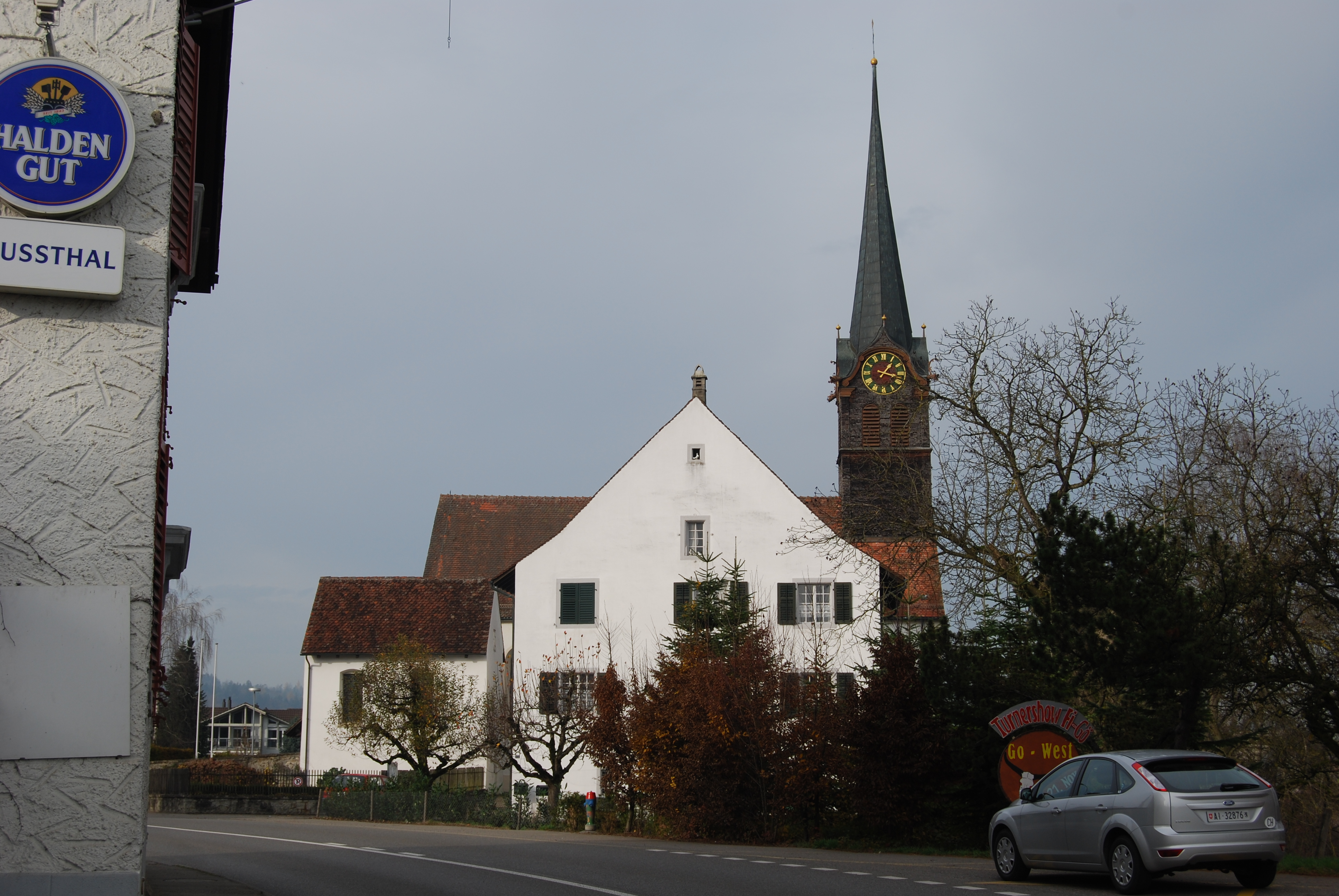
La chiesa cattolica dell'Assunzione di Maria

- Chiesa cattolica dell'Assunzione di Maria, attestata dal 1048 e ricostruita nel 1671-1672 e nel 1757-1760[1].

## Società

### Evoluzione demografica
L'evoluzione demografica è riportata nella seguente tabella:
Abitanti censiti

## Amministrazione
Ogni famiglia originaria del luogo fa parte del cosiddetto comune patriziale e ha la responsabilità della manutenzione di ogni bene ricadente all'interno dei confini del comune.